# Domenico Rea
Domenico Rea (n. 8 septembrie 1921, Napoli, Italia – d. 26 ianuarie 1994, Napoli, Italia) a fost un scriitor italian.
A câștigat Premiul Strega în 1993 pentru Ninfa plebea.